# Punt Nemo (sèrie de televisió)
Punt Nemo (títol original en castellà, Punto Nemo) és una sèrie de televisió per internet hispanoportuguesa de thriller i ciència-ficció creada per Daniel Martín Sáez de Parayuelo per a Prime Video. Està produïda per Ficción Producciones i Ukbar Films, i protagonitzada per Óscar Jaenada, Alba Flores, Maxi Iglesias, Margarida Cordeiro, Eric Masip, Najwa Nimri, María Isabel Díaz Lago, Nüll García, Sara Matos, Leander Vyvey, Felipe Pirazán, Oleg Krikunova i César Bandera. Es va estrenar a Prime Video per al 28 de març de 2025. Gravada originalment en castellà i portuguès, s'ha subtitulat al català.

## Trama
Els membres d'una expedició oceanogràfica formada per científics i l'Armada Espanyola s'embarquen en el vaixell Pentonkontors per a investigar i conscienciar al món dels problemes de l'illa de plàstic localitzada en el Pacífic Sud. Una forta tempesta arrossega els membres de l'expedició fins a una illa situada en els confins del planeta. Es tracta d'un lloc abans habitat per militars russos, que posarà a prova totes les seves habilitats i coneixements per a sobreviure i intentar sortir del punt més allunyat de qualsevol lloc habitat de la Terra: el Punt Nemo. Un lloc ple de misteris i perills a l'aguait.

## Repartiment
- Óscar Jaenada com a Máximo
- Alba Flores com a Nazareth
- Maxi Iglesias com a Jota
- Nüll García com a Mónica
- Eric Masip com a Ray
- Michelle Calvó com a Cantera
- Sara Matos com a Sonia
- Leander Levy com a Noah
- María Isabel Díaz Lago com a América
- Felipe Pirazán com a Marco
- Margarida Corceiro com a Zoe
- Miguel de Lira com a Santos
- Oleg Krikunova com a Yuri
- Najwa Nimri com a Juana
- César Bandera com a Carlos Mendoza

## Producció
L'estiu de 2024, es va anunciar que el rodatge de la sèrie Punt Nemo havia començat a Vilagarcía de Arousa. A més de Vilagarcía de Arousa, altres localitzacions de rodatge inclouen San Vicente do Mar, Sargadelos i Madeira. El 9 de juliol de 2024, es va anunciar que Óscar Jaenada, Maxi Iglesias, Alba Flores, Eric Masip, Margarida Cordeiro, Najwa Nimri, Sara Matos, Michelle Calvó (Entrevías), María Isabel Díaz Lago, Nüll García, Miguel de Lira, Felipe Pirazán i Leander Vyvey conformarien el repartiment protagonista de la sèrie. El pressupost total de la sèrie va ser de vuit milions d'euros.

## Estrena i màrqueting
El febrer de 2025, Amazon Prime Video va anunciar que Punt Nemo s'estrenaria el març de 2025. El 6 de març de 2025, Prime Video va llançar el tràiler de la sèrie i va anunciar que s'estrenaria a la seva plataforma el 28 de març de 2025.